# The Circle Tour
The Circle Tour – światowa trasa koncertowa Bon Jovi, która odbyła się w 2010 r. Na trasie zespół zarobił łącznie 201 100 000 $.

## Program koncertów
1. "Last Man Standing"
2. "You Give Love a Bad Name"
3. "Born to Be My Baby"
4. "We Weren’t Born to Follow"
5. "In These Arms"
6. "Superman Tonight"
7. "When We Were Beautiful"
8. "It’s My Life"
9. "No Apologies"
10. "We Got It Going On"
11. "Keep the Faith"
12. "Bad Medicine"/"Pretty Woman"/"Shout"
13. "Last Your Hands on Me" (wokal prowadzący: Richie Sambora)
14. "What Do You Got?"
15. "Diamond Ring"
16. "I’ll Be There for You"
17. "Something for the Pain"
18. "Work for the Working Man"
19. "Thorn in My Side"
20. "Have A Nice Day"
21. "Who Says You Can’t Go Home"
22. "Love’s Only the Rule"

Bisy:
1. "Dry County"
2. "Wanted Dead or Alive"
3. "Livin’ on a Prayer"

## Lista koncertów

### Ameryka Północna – część 1
- 11 i 12 lutego – Honolulu, Hawaje, USA – Neal S. Blaisdell Arena
- 19 i 20 lutego – Seattle, Waszyngton, USA – Key Arena
- 22 lutego – San Jose, Kalifornia, USA – HP Pavillion at San Jose
- 24 lutego – Glendale, Arizona, USA – Jobing com. Arena
- 26 i 27 lutego – Anaheim, Kalifornia, USA – Honda Center
- 2 marca – Sacramento, Kalifornia, USA – ARCO Arena
- 4 marca – Los Angeles, Kalifornia, USA – Staples Center
- 6 marca – Paradise, Nevada, USA – MGM Grand Garden Arena
- 8 marca – Denver, Kolorado, USA – Pepsi Center
- 9 marca – Omaha, Nebraska, USA – Qwest Center Omaha
- 11 marca – Wichita, Kansas, USA – Intrust Bank Arena
- 13 marca – Fargo, Dakota Północna, USA – Fargodome
- 15 marca – Kansas City, Missouri, USA – Sprint Center
- 17 marca – Auburn Hills, Michigan, USA – The Palace of Auburn Hills
- 19 i 20 marca – Montreal, Kanada – Bell Centre
- 23 i 24 marca – Filadelfia, Pensylwania, USA – Wachovia Center
- 26 i 27 marca – Uncasville, Connecticut, USA – Mohegan Sun Arena
- 29 marca – Waszyngton, USA – Verizon Centre
- 7 i 8 kwietnia – Saint Paul, Minnesota, USA – Xcel Energy Center
- 10 i 11 kwietnia – Dallas, Teksas, USA – American Airlines Center
- 13 kwietnia – Tulsa, Oklahoma, USA – BOK Center
- 15 kwietnia – Atlanta, Georgia, USA – Phillips Arena
- 17 kwietnia – Tampa, Floryda, USA – Ice Palace
- 18 kwietnia – Sunrise, Floryda, USA – BankAtlantic Center
- 21 kwietnia – Nashville, Tennessee, USA – Bridgestone Arena
- 22 kwietnia – Charlotte, Karolina Północna, USA – Time Warner Cable Arena
- 19 maja – Hershey, Pensylwania, USA – Hersheypark Stadium
- 26, 27 i 29 maja – East Rutherford, New Jersey, USA – New Meadowlands Stadium

### Europa
- 4 czerwca – Madryt, Hiszpania – Ciudad del Rock
- 5 czerwca – Scheveningen, Holandia – Royal Beach
- 7, 8, 10, 11 i 13 czerwca – Londyn, Anglia – The O2 Arena
- 16 czerwca – Paryż, Francja – Palais Omnisports de Paris-Bercy
- 17, 19, 20, 22, 23, 25 i 26 czerwca - Londyn, Anglia – The O2 Arena

### Ameryka Północna – część 2
- 9 lipca – East Rutherford, New Jersey, USA – New Meadowlands Stadium
- 11 lipca - Saratoga Springs, Saratoga, USA – Saratoga Performings Arts Center
- 12 lipca – Cuyahoga Falls, Ohio, USA – Blossom Music Center
- 14 lipca – Calgary, Kanada – Pengrowth Saddledome
- 15 lipca – Edmonton, Kanada – Commonwealth Stadium
- 17 lipca – Winnipeg, Kanada – Canad Inns Stadium
- 20 i 21 lipca – Toronto, Kanada – Rogers Centre
- 23 lipca – Louisville, Kentucky, USA – Churchill Downs
- 24 lipca – Foxborough, Massachusetts, USA – Gillette Stadium
- 28 lipca – Regina, Kanada – Mosaic Stadium
- 30 i 31 lipca – Chicago, Illinois, USA – Soldier Field
- 24 września – Meksyk, Meksyk, USA – Foro Sol
- 26 września – San José, Kostaryka, USA – Estadio Ricardo Saprissa Aymá

### Ameryka Południowa
- 29 września – Lima, Peru – Estadio Universidad San Macros
- 1 października – Santiago, Chile – Estadio Nacional de Chile
- 3 października – Buenos Aires, Argentyna – River Plate Stadium
- 6 października – São Paulo, Brazylia – Estádio do Morumbi
- 8 października – Rio de Janeiro, Brazylia – Praça da Apoteose

### Ameryka Północna – część 3
- 15 października – Gulf Shores, Alabama, USA – Gulf Shores Public Beach

### Japonia
- 30 listopada i 1 grudnia – Tokio, Tokyo Dome

### Oceania
- 4 grudnia – Wellington, Nowa Zelandia – Westpac Stadium
- 5 grudnia – Auckland, Nowa Zelandia – Vector Arena
- 8 grudnia – Perth, Australia – Patersons Stadium
- 10 i 11 grudnia – Melbourne, Australia; 10 grudnia – Rod Laver Arena, 11 grudnia – Etihad Stadium
- 14 grudnia – Brisbane, Australia – Suncorp Stadium
- 17, 18 i 19 grudnia – Sydney, Australia – Sydney Football Stadium

## Muzycy

### Bon Jovi
- Jon Bon Jovi – wokal prowadzący, gitara
- Richie Sambora – gitara prowadząca, modyfikacja głosowa elektronicznych instrumentów, chórki
- Hugh McDonalds – gitara basowa, chórki
- Tico Torres – perkusja
- David Bryan – keyboardy

### Muzycy dodatkowi
- Bobby Bandiera – gitara rytmiczna, chórki
- Lorenza Ponce – skrzypce, chórki

## Przychód z koncertów
| Miejsce koncertu                 | Miasto                     | Sprzedaż biletów/Dostępne | Przychód       |
| -------------------------------- | -------------------------- | ------------------------- | -------------- |
| Blaisdell Arena                  | Honolulu                   | 15 291/15 291 (100%)      | 1 496 330 USD  |
| KeyArena                         | Seattle                    | 26 917/26 917 (100%)      | 2 412 550 USD  |
| HP Pavillion                     | San Jose                   | 14 244/14 244 (100%)      | 1 361 125 USD  |
| Jobing com.Arena                 | Glendale                   | 13 973/13 973 (100%)      | 1 416 502 USD  |
| Honda Center                     | Anaheim                    | 27 024/27 024 (100%)      | 2 654 472 USD  |
| ARCO Arena                       | Sacramento                 | 14 337/14 337 (100%)      | 1 187 851 USD  |
| Staples Center                   | Los Angeles                | 16 698/16 698 (100%)      | 1 737 009 USD  |
| MGM Grand Garden Arena           | Paradise                   | 14 803/14 803 (100%)      | 2 666 025 USD  |
| Pepsi Center                     | Denver                     | 14 934/14 934 (100%)      | 1 314 691 USD  |
| Qwest Center                     | Omaha                      | 14 980/14 980 (100%)      | 1 122 623 USD  |
| Intrust Bank Arena               | Wichita                    | 13 675/13 675 (100%)      | 1 064 673 USD  |
| Fargodome                        | Fargo                      | 22 398/22 398 (100%)      | 1 515 395 USD  |
| Sprint Center                    | Kansas City                | 15 792/15 792 (100%)      | 1 318 327 USD  |
| Palace of Auburn Hills           | Auburn Hills               | 18 663/18 663 (100%)      | 1 326 375 USD  |
| Bell Centre                      | Montreal                   | 37 526/37 526 (100%)      | 4 024 240 USD  |
| Wachovia Center                  | Filadelfia                 | 36 697/36 697 (100%)      | 3 421 575 USD  |
| Mohegan Sun Arena                | Uncasville                 | 20 324/20 324 (100%)      | 2 444 366 USD  |
| Verizon Center                   | Waszyngton                 | 17 287/17 287 (100%)      | 1 860 756 USD  |
| Xcel Energy Center               | St. Paul                   | 32 574/32 574 (100%)      | 2 768 554 USD  |
| American Airlines Center         | Dallas                     | 33 032/33 032 (100%)      | 1 815 719 USD  |
| BOK Center                       | Tulsa                      | 17 053/17 053 (100%)      | 1 276 475 USD  |
| Phillips Arena                   | Atlanta                    | 16 510/16 510 (100%)      | 1 815 719 USD  |
| Bank Atlantic Center             | Sunrise                    | 17 808/17 808 (100%)      | 1 803 620 USD  |
| Bridgestone Arena                | Nashville                  | 15 925/15 925 (100%)      | 1 623 900 USD  |
| Time Warner Cable Arena          | Charlotte                  | 16 913/16 913 (100%)      | 1 499 578 USD  |
| HersheyPark Stadium              | Hershey                    | 24 956/24 956 (100%)      | 1 691 515 USD  |
| New Meadowlands Stadium          | East Rutherford            | 206 099/206 099 (100%)    | 21 386 437 USD |
| O2 Arena                         | Londyn                     | 187 696/187 696 (100%)    | 18 178 036 USD |
| Bercy                            | Paryż                      | 15 906/15 906 (100%)      | 1 395 370 USD  |
| Saratoga Performings Arts Center | Saratoga                   | 14 625/14 625 (100%)      | 998 776 USD    |
| Blossom Music Center             | Cuyahoga Falls             | 14 065/14 065 (100%)      | 1 036 312 USD  |
| Pengrowth Saddledome             | Calgary                    | 15 859/15 895 (100%)      | 1 949 462 USD  |
| Commonwealth Stadium             | Edmonton                   | 40 451/40 451 (100%)      | 2 811 477 USD  |
| Canad Inns Stadium               | Winnipeg                   | 36 865/36 865 (100%)      | 2 890 829 USD  |
| Rogers Centre                    | Toronto                    | 85 494/85 494 (100%)      | 6 976 612 USD  |
| Gillette Stadium                 | Foxborough                 | 51 138/51 138 (100%)      | 4 418 585 USD  |
| Mosaic Stadium at Taylor Field   | Regina                     | 33 070/33 070 (100%)      | 2 969 495 USD  |
| Soldier Field                    | Chicago                    | 95 959/95 959 (100%)      | 8 606 259 USD  |
| Foro Sol                         | Meksyk                     | 44 124/44 124 (100%)      | 2 972 317 USD  |
| Estadio Universidad San Macros   | Lima                       | 45 193/45 193 (100%)      | 3 415 764 USD  |
| Estadio Nacional                 | Santiago                   | 46 983/46 983 (100%)      | 3 069 075 USD  |
| Estadio River Plate              | Buenos Aires               | 37 633/37 633 (100%)      | 4 222 698 USD  |
| Estadio do Morumbi               | São Paulo                  | 55 853/55 853 (100%)      | 5 537 022 USD  |
| Praça da Apoteose                | Rio de Janeiro             | 15 529/15 529 (100%)      | 1 718 300 USD  |
| Tokyo Dome                       | Tokio                      | 60 313/60 313 (100%)      | 8 054 976 USD  |
| Westpac Stadium                  | Wellington                 | 18 692/18 692 (100%)      | 2 710 672 USD  |
| Vector Arena                     | Auckland                   | 10 755/10 755 (100%)      | 2 710 672 USD  |
| Patersons Stadium                | Perth                      | 29 644/29 644 (100%)      | 4 620 178 USD  |
| Rod Laver Arena                  | Melbourne                  | 14 723/14 723 (100%)      | 3 558 135 USD  |
| Etihad Stadium                   | Melbourne                  | 54 414/54 414 (100%)      | 8 139 185 USD  |
| Suncorp Stadium                  | Brisbane                   | 39 424/39 424 (100%)      | 6 113 852 USD  |
| Sydney Football Stadium          | Sydney                     | 103 843/103 843 (100%)    | 15 502 107 USD |
| RAZEM                            | 1 909 234/1 909 234 (100%) | 201 100                   |                |